# Jalor (distrikt)
Jalor (eller Jalore) är ett distrikt i den indiska delstaten Rajasthan. Den administrativa huvudorten är staden Jalor. Distriktets befolkningen uppgick till 1 448 940 invånare vid folkräkningen 2001, på en yta av 10 640 km².

## Administrativ indelning
Distriktet är indelat i sju tehsil, en kommunliknande administrativ enhet:
- Ahore
- Bagora
- Bhinmal
- Jalor
- Raniwara
- Sanchore
- Sayla

## Urbanisering
Distriktets urbaniseringsgrad uppgick till 7,59 % vid folkräkningen 2001. Distriktets tre städer är huvudorten Jalor samt Bhinmal och Sanchore.